# Насилян, Анна
Анна Насилян (арм. Աննա Նասիլյան; род. 6 сентября 1980, Кировакан, Гугаркский район) — армянская легкоатлетка, специалистка по бегу на средние дистанции. Выступала за сборную Армении по лёгкой атлетике в конце 1990-х — начале 2000-х годов, победительница и призёрка первенств национального значения, участница летних Олимпийских игр в Сиднее.

## Биография
Анна Насилян родилась 6 сентября 1980 года в Кировакане, Армянская ССР. Впоследствии проживала в Ереване.
Первых серьёзных успехов на международной арене добилась в сезоне 1999 года, когда на соревнованиях в Риге пробежала 800 и 1500 метров за 2:10,83 и 4:38,09 соответственно.
В 2000 году на турнире в Каунасе установила свой личный рекорд на дистанции 1500 метров — 4:34,12. Выполнив олимпийский квалификационный норматив, вошла в основной состав армянской национальной сборной и удостоилась права защищать честь страны на летних Олимпийских играх в Сиднее — на предварительном квалификационном этапе программы бега на 800 метров пробежала с личным рекордом 2:14,86, но этого оказалось недостаточно для прохождения в следующую стадию соревнований.
После сиднейской Олимпиады Насилян ещё в течение некоторого времени оставалась действующей спортсменкой и продолжала принимать участие в различных легкоатлетических стартах. Так, в 2001 году она отметилась выступлением на соревнованиях в Риге, где пробежала 800 метров за 2:15,32.